# Receptor de dopamina

Dopamina

Los receptores de dopamina son una clase de familia de receptores acoplados a proteínas G que es prominente en el sistema nervioso central de vertebrados. El neurotransmisor llamado dopamina, una monoamina,  es el principal ligando endógeno para estos receptores. Se han reconocido cinco tipos de receptores de dopamina: D1, D2, D3, D4 y D5; los tipos D1 y D5 son similares y se agrupan en la familia D1, así mismo los tipos D2, D3 y D4 se agrupan en la familia D2.
Los receptores de la familia D1 están acoplados a proteína G y estimulan la formación de AMP cíclico. Los receptores de la familia D2, también acoplados a proteínas G (Gαi y Gαo), inhiben la formación de AMP cíclico, activan canales de potasio y reducen la entrada de calcio por canales dependientes de voltaje.
Los receptores dopaminérgicos están implicados en varios procesos neurológicos, incluidos la motivación, el placer, la cognición, la memoria, el aprendizaje, el control motor fino, el control de la náusea y el vómito, el procesamiento del dolor, así como la modulación de la señalización neuroendocrina, como la inhibición de la prolactina. Una anormalidad en la señalización del receptor o de las vías dopaminérgicas están implicadas en desórdenes neuropsiquiátricos severos, tales como la esquizofrenia, los trastornos del estado de ánimo, el trastorno obsesivo-compulsivo, los trastornos del espectro autista, el trastorno por déficit de atención con hiperactividad, el síndrome de Tourette, la drogodependencia, la enfermedad de Parkinson y otros. Por tanto, los receptores de dopamina son una diana farmacológica en muchos tratamientos neurológicos; Los antipsicóticos suelen ser antagonistas de los receptores de dopamina, mientras que los psicoestimulantes son agonistas indirectos de los mismos.